# ヴィクトル・プロトニコフ
ヴィクトル・アンドレーエヴィチ・プロトニコフ（ロシア語: Виктор Андреевич Плотников、1898年10月26日 - 1958年3月21日）は、ソビエト連邦の官僚・外交官。

## 生涯

### 前半生
1898年10月26日（ユリウス暦14日）、ロシア帝国アストラハン県アストラハンで、会計士（コサックの漁師とも）の父と針子の母との間に生まれたとされる。1歳半で父を亡くし、母は自宅で針子をしてプロトニコフを養った。
1909年から1913年までは4年までアストラハン中等学校に通い、同年には母が再婚して（一説にはプロトニコフのマラリアの治療のために）一家でモスクワへ移った。同年から1917年までは第10モスクワ中等学校 (ru) に学び、同時期には農業局や統計局でも働いた。モスクワ中等学校卒業後は1917年から翌1918年までモスクワ商科学院に進んだが中退し、同年2月にボリシェヴィキに入党。1921年まで全ロシア中央執行委員会コサック部で活動し、赤軍カスピ・カフカース戦線政治部教官も務めた。

### 官僚として
同年には中央執行委の指令によりヤマル半島探検隊のメンバーに加わり、同時に1923年までシベリア革命委 (ru) の認定者も務めた。シベリアから帰還すると同年にチミリャーゼフ農業アカデミーに入学し、1926年に経済学部を卒業した。同年には党中央委組織局と全ロシア魚類協同販売同盟のインストラクターと地方教官、そして全ロシア中央執行委附属北部委科学員にも就いている。
大学卒業後は1930年までモスクワ、モスクワ県、カスピ海とアラル海の漁業・農業分野で活動し、1926年から1928年まで「モセリクレドソユーズ」組織部部長および上級教官、1928年から翌1929年までロシア社会主義連邦ソビエト共和国農業協力連邦同盟補佐官、同年から翌1930年までトルクメン社会主義ソビエト共和国農業協力連邦同盟幹部会議長も務めた。ウラルや中ヴォルガでも政治活動に関わり、農業協力機関の廃止後は同年から1932年3月まで党モスクワ州統制委と労農監査委の農業グループ副長に就いた。

### 外交官として
その後はソビエト連邦対外貿易人民委員部へ移り、同年から1934年までテヘランで対イラン第二輸出部部長を、1935年から翌1936年まで（東トルキスタン共和国の設立に関わった経験を買われて）新疆で全連邦貿易協会ウルムチ支部輸出部副部長を務めた。ヴャチェスラフ・モロトフの腹心であったことから大粛清を逃れ、その後帰国して1937年1月から9月前まで「メジュドゥナロードナヤ・クニーガ」(ru) 出版社の輸出部部長に就いた。同月から1939年3月までは駐ハンガリー・連邦承認代表第一書記および代理大使、同月から9月までは駐フィンランド大使顧問、翌10月1日から（公式には17日から）翌1940年6月26日まで駐ノルウェー大使を務めている（ただし、実際には冬戦争間近のフィンランドでの外交活動は行っていないとみられる）。
同日から（公式には7月12日から）翌1941年5月8日までは初代駐ユーゴスラビア大使に就き、同年からは連邦軽工業人民委員部「ソユーズレスポットルク」全連邦協会副会長を、翌1942年10月からは委員部自営農部部長を務めた。その後、プロトニコフは10年間の結核の長患いの末に1958年3月21日にモスクワで死去。家族とともにロゴシュスコエ墓地に葬られた。